# Logique minimale
En logique mathématique, la logique minimale est une logique qui diffère de la logique classique par le fait qu'elle n'inclut ni le tiers-exclu ni le principe d'explosion. Elle a été créée par Ingebrigt Johansson. Les trois types de logiques mathématiques (logique minimale, logique intuitionniste et logique classique) sont différentes de par leur façon de traiter la négation et la contradiction dans le calcul des propositions ou le calcul des prédicats. Dans une certaine mesure, la logique minimale n'aborde pas le concept de contradiction et représente une logique sans véritable négation. 

## Présentation de la logique minimale
La logique minimale est une logique très réduite ("minimale") qui ne contient qu'un seul et unique connecteur : l'implication (noté →). Elle est construite de façon à être une logique la plus réduite possible, comme base de construction commune à plusieurs autres, permettant ainsi de mieux étudier l'essence des propositions logiques et les notions de démonstrations et de théorème.

## Logique minimale et logique classique

### La traduction de Gödel
La logique minimale, amputée du traitement de la négation, n'est pas si éloignée de la logique classique ou de la logique intuitionniste. On montre en effet que pour toute formule A, il existe une formule A' équivalente à A en logique classique, telle que A est prouvable en logique classique si et seulement si A' est prouvable en logique minimale. A' est obtenue au moyen de la traduction de Gödel, définie inductivement comme suit :
{\displaystyle \bot '=\bot }
{\displaystyle p'=\lnot \lnot p} pour toute formule atomique différente de {\displaystyle \bot }
{\displaystyle (\lnot A)'=\lnot A'}
{\displaystyle (A\land B)'=A'\land B'}
{\displaystyle (A\to B)'=A'\to B'}
{\displaystyle (A\lor B)'=\lnot \lnot (A'\lor B')}
{\displaystyle (\forall x\;A)'=\forall x\;A'}
{\displaystyle (\exists x\;A)'=\lnot \lnot \exists x\;A'}
Autrement dit, la traduction de Gödel d'une formule consiste à ajouter des doubles négations devant les formules atomiques, les disjonctions et les quantificateurs existentiels. Cela signifie qu'en logique classique, il suffit de faire appel à des raisonnements par l'absurde seulement devant des formules atomiques, des disjonctions ou des quantificateurs existentiels.

### Exemples
Par exemple, le tiers exclu {\displaystyle A\lor \lnot A} est un théorème de la logique classique, mais pas de la logique minimale. Par contre, la formule {\displaystyle \lnot \lnot (\lnot \lnot A\lor \lnot \lnot \lnot A)} est démontrable en logique minimale. En effet, celle-ci est équivalente, en logique minimale, à {\displaystyle \lnot \lnot (\lnot \lnot A\lor \lnot A)} ou à {\displaystyle \lnot (\lnot \lnot \lnot A\land \lnot \lnot A)} ou encore à {\displaystyle \lnot \bot }, c'est-à-dire à {\displaystyle \bot \to \bot } qui est une formule valide.

## Comparaison des différentes logiques
On utilisera comme notation les symboles suivants : {\displaystyle \lor } pour la disjonction, {\displaystyle \land } pour la conjonction, {\displaystyle \to } pour l'implication, {\displaystyle \lnot } pour la négation, {\displaystyle \leftrightarrow } pour l'équivalence.  

### Les règles communes
Dans les trois logiques (minimale, intuitionniste, classique), on dispose des deux règles suivantes, relatives à la négation :
- La règle d'élimination de la négation : si on a à la fois une proposition {\displaystyle A} et sa négation {\displaystyle \lnot A}, alors on a une contradiction, que l'on notera {\displaystyle \bot };

{\displaystyle {\frac {A\qquad \neg A}{\bot }}}
- La règle d'introduction de la négation : si une proposition {\displaystyle A} conduit à une contradiction, alors c'est que {\displaystyle \lnot A} est un théorème[2]. Cette règle peut d'ailleurs être prise comme définition de la négation : {\displaystyle \lnot A} est un synonyme de {\displaystyle A\to \bot }.

{\displaystyle {\frac {A\to \bot }{\neg A}}}
en effet {\displaystyle A} conduit à une contradiction est {\displaystyle A\to \bot } et {\displaystyle \neg A} est {\displaystyle A\to \bot }.

### Les différences
Les trois logiques diffèrent sur les conséquences à tirer d'une contradiction.
- La logique classique utilise le raisonnement par l'absurde et déduit de {\displaystyle \lnot A\to \bot } le fait que {\displaystyle A} est valide. C'est en fait une règle d'élimination de la double négation, puisque {\displaystyle \lnot A\to \bot } est un synonyme de {\displaystyle \lnot \lnot A}.
- La logique intuitionniste déduit d'une contradiction n'importe quelle proposition : {\displaystyle \bot \to B}, ce qu'on résume par le principe d'explosion: ex falso sequitur quodlibet (d'une contradiction, on en déduit ce que l'on veut).
- La logique minimale ne prévoit aucun traitement lié à {\displaystyle \bot } : lorsque l'on arrive à une contradiction ou à un résultat absurde, on ne peut rien en déduire.

Il en résulte que la logique minimale n'établit pas de différence entre la formule {\displaystyle \bot } et n'importe quelle autre formule. Considérons par exemple une formule quelconque {\displaystyle C}. Définissons {\displaystyle \sim A} comme synonyme de {\displaystyle A\to C}. On a alors :
- Si on a à la fois {\displaystyle A} et {\displaystyle \sim A}, alors on a {\displaystyle C}. En effet, de {\displaystyle A} et de {\displaystyle A\to C}, on peut déduire {\displaystyle C}. C'est la règle du modus ponens ;
- Si une proposition {\displaystyle A} conduit à {\displaystyle C}, alors on a {\displaystyle A\to C} et donc {\displaystyle \sim A}.

On voit donc que, si on n'attribue aucun rôle particulier à la contradiction, on peut faire jouer le rôle de cette contradiction à n'importe quelle formule {\displaystyle C}, en définissant la négation comme étant {\displaystyle A\to C}, et qu'inversement, on peut supprimer toute référence à la négation en logique minimale.
Par souci de comparaison avec les autres logiques, nous continuerons néanmoins à utiliser les symboles {\displaystyle \lnot } et {\displaystyle \bot }.

### Exemples de formules démontrables en logique minimale
Exemple 1 : {\displaystyle (\lnot A\land \lnot B)\leftrightarrow \lnot (A\lor B)}
En effet, supposons qu'on ait {\displaystyle \lnot A\land \lnot B} (autrement dit, on a à la fois {\displaystyle \lnot A} et {\displaystyle \lnot B}). Montrons que l'on a {\displaystyle \lnot (A\lor B)}, autrement dit, montrons que l'hypothèse {\displaystyle A\lor B} conduit à une contradiction. Distinguons les cas : soit on a {\displaystyle A} qui est bien contradictoire avec l'hypothèse {\displaystyle \lnot A}, ou bien on a {\displaystyle B} qui est contradictoire avec {\displaystyle \lnot B}. Dans tous les cas, on a une contradiction, CQFD.
Réciproquement, supposons que l'on ait {\displaystyle \lnot (A\lor B)} et montrons que l'on a {\displaystyle \lnot A}, autrement dit que {\displaystyle A} conduit à une contradiction. Mais {\displaystyle A} entraîne {\displaystyle A\lor B} qui est contradictoire avec l'hypothèse. CQFD. On procède de même pour montrer {\displaystyle \lnot B}.
Par contre, on a seulement {\displaystyle (\lnot A\lor \lnot B)\to \lnot (A\land B)}, la réciproque étant seulement vraie en logique classique.
Exemple 2 : {\displaystyle A\to \lnot \lnot A}
Supposons qu'on ait {\displaystyle A}. Alors l'hypothèse supplémentaire {\displaystyle \lnot A} conduit à une contradiction. On a donc {\displaystyle \lnot \lnot A}. CQFD
La réciproque n'est pas démontrable en logique minimale et en logique intuitionniste. On dispose cependant de {\displaystyle \lnot \lnot \lnot A\to \lnot A}. En effet, supposons que {\displaystyle \lnot \lnot \lnot A}. L'hypothèse supplémentaire {\displaystyle A} entraîne {\displaystyle \lnot \lnot A} qui est contradictoire avec {\displaystyle \lnot \lnot \lnot A}, donc on a {\displaystyle \lnot A}.
Exemple 3 : On peut montrer la démonstrabilité en logique minimale de {\displaystyle \lnot \lnot (A\to B)\to (\lnot \lnot A\to \lnot \lnot B)}. Mais la réciproque est seulement démontrable en logique intuitionniste ou en logique classique.
Exemple 4 : En ce qui concerne la contraposition, on peut montrer qu'en logique minimale, on a {\displaystyle (A\to B)\to (\lnot B\to \lnot A)}, ainsi que {\displaystyle (A\to \lnot B)\to (B\to \lnot A)} et {\displaystyle (\lnot A\to \lnot B)\to (B\to \lnot \lnot A)}, mais on ne dispose pas de {\displaystyle (\lnot A\to \lnot B)\to (B\to A)} qui est une variante du raisonnement par l'absurde.

### Exemples de formules non démontrables
Exemple 1 : La formule {\displaystyle \lnot \lnot A\to A} n'est pas démontrable en logique minimale. En effet, si elle était prouvable, alors on pourrait prouver également, en remplaçant {\displaystyle \bot } par une proposition quelconque {\displaystyle C} que {\displaystyle ((A\to C)\to C)\to A}, or cette dernière formule n'est pas même prouvable en logique classique, sans hypothèse supplémentaire sur {\displaystyle C}.
Exemple 2 : La formule {\displaystyle (\lnot A\lor B)\to (A\to B)} est démontrable en logique intuitionniste et en logique classique, mais pas en logique minimale. En effet, une preuve demanderait de supposer {\displaystyle \lnot A\lor B} et d'en déduire {\displaystyle A\to B}, et donc de supposer {\displaystyle A} et d'en déduire {\displaystyle B}. L'utilisation de {\displaystyle \lnot A\lor B} par disjonction des cas et de {\displaystyle A} pour prouver {\displaystyle B} demanderait de prouver que {\displaystyle \lnot A} et {\displaystyle A} prouvent {\displaystyle B}, et que {\displaystyle B} et {\displaystyle A} prouvent {\displaystyle B}. Mais la preuve de {\displaystyle B} à partir de {\displaystyle \lnot A} et {\displaystyle A} n'existe pas en logique minimale. Elle existe en logique intuitionniste, puisque, de la contradiction {\displaystyle A\land \lnot A}, on peut déduire {\displaystyle B}.